# Poświętne (powiat Opoczyński)
Poświętne is een dorp in het Poolse woiwodschap Łódź, in het district Opoczyński. De plaats maakt deel uit van de gemeente Poświętne en telt 412 inwoners.